# Eotragus artenensis
Espèce
Eotragus artenensis est une espèce éteinte de mammifères de la famille des Bovidae.

## Systématique
L'espèce Eotragus artenensis a été décrite en 1968 par les paléontologues français Léonard Ginsburg (1927-2009) et Émile Heintz (d) (1931-).

## Étymologie
Son épithète spécifique, composée de arten et du suffixe latin -ensis, « qui vit dans, qui habite », lui a été donnée en référence au lieu de sa découverte, les sables burdigaliens d'Artenay (France, département du Loiret). 

## Publication originale
- Leonard Ginsburg et Émile Heintz, « La plus ancienne Antilope d'Europe, Eotragus artenensis du Burdigalien d'Artenay », Bulletin du Muséum national d'histoire naturelle, Paris, IN  Groupe, vol. 40, no 4,‎ 31 janvier 1969, p. 837-842 (ISSN 1148-8425 et 2420-1901, OCLC 801819388, BNF 34428233, lire en ligne).